# Rio Miriri
 (octobre 2014).
Si vous disposez d'ouvrages ou d'articles de référence ou si vous connaissez des sites web de qualité traitant du thème abordé ici, merci de compléter l'article en donnant les références utiles à sa vérifiabilité et en les liant à la section « Notes et références ».
 (octobre 2014).
Le rio Miriri est un petit fleuve côtier et cours d'eau brésilien de l'État de la Paraíba. 

## Géographie
Il prend sa source sur le territoire de la municipalité de Sapé. Il arrose les communes de Sapé et marque la limite de Santa Rita avec Capim, Mamanguape et Rio Tinto et celle de Lucena avec Rio Tinto. Il se jette dans l'Océan Atlantique au lieu-dit Miriri.